# Birgitte Bergman
Birgitte Bergman, née le 13 janvier 1967 à Elseneur (Danemark), est une femme politique danoise, membre du Parti populaire conservateur.

## Biographie
Engagée au sein du Parti populaire conservateur, elle est élue députée au Folketing lors des élections législatives de juin 2019. Après le scrutin, elle devient la porte-parole de son groupe parlementaire pour les questions de culture, d'affaires ecclésiastiques, d'égalité hommes-femmes et de communes.
Elle est candidate aux élections municipales de novembre 2021 à Elseneur sur la liste de la maire sortante Benedikte Kiær, et est élue conseillère municipale.
Elle est candidate à un nouveau mandat lors des élections législatives de novembre 2022, mais échoue à être réélue, devenant seulement la première suppléante pour son parti dans sa circonscription du Seeland du Nord. À ce titre, elle siège comme membre temporaire du Folketing d'août 2024 à avril 2025, pendant le congé maternité de la députée conservatrice Mette Abildgaard. Pendant cette période, elle est la porte-parole du groupe parlementaire conservateur pour les affaires sociales, le handicap, l'enfance, la culture et les affaires ecclésiastiques.
En septembre 2023, elle est investie en troisième position de la liste du Parti populaire conservateur pour les élections européennes de 2024. La liste remporte 8,8 % des suffrages lors du scrutin du 9 juin, et seule la tête de liste Niels Flemming Hansen est élue au Parlement européen.